# Perttu Kivilaakso
Perttu Paivo Kullervo Kivilaakso (ur. 11 maja 1978 w Helsinkach) − fiński muzyk, kompozytor i wiolonczelista. Absolwent Akademii Sibeliusa w Helsinkach. Członek zespołu Apocalyptica, w którym gra od 1999r.  Zastąpił on Antero Manninena. Do zespołu dołączył przed nagraniami trzeciego albumu studyjnego formacji Cult (2000).
W roku 1996 zajął 3. miejsce w International Paulo Cello Competition. Miał wtedy 18 lat. Niedługo po tym otrzymał dożywotnie miejsce w Helsińskiej Filharmonii, gdzie gra również jego ojciec. Skomponował motyw przewodni do gry Max Payne 2: The Fall of Max Payne, oraz muzykę do dwóch filmów dokumentalnych "Uhrit 1918" (2008) i "Jään yli" (2005).
W latach 2011–2014 był w związku z fińską modelką Anne-Mari Berg.

## Twórczość
- "Indigo" (muz. Eicca Toppinen, Perttu Kivilaakso, libretto: Sami Parkkinen, Suomen Kansallisooppera, Helsinki, 2016)[6][7]

## Dyskografia
- Stratovarius – Infinite (2000, gościnnie)[8]
- Juice & Mikko – Senaattori Ja Boheemi (2004, gościnnie)[9]
- Sonata Arctica – The Days of Grays (2009, gościnnie)[10]
- Hevisaurus – Hirmuliskojen Yö (2010, gościnnie)[11]
- Stam1na – Viimeinen Atlantis (2010, gościnnie)[12]
- Maiden United – Across The Seventh Sea (2012, gościnnie)[13]

## Filmografia
- MTV3 Live: Popfinlandia (2003, film dokumentalny, reżyseria: Esa Sulkanen)[14]